# Carlos Aguilera
Carlos Alberto Aguilera Nova (født 21. september 1964 i Montevideo, Uruguay) er en tidligere uruguayansk fodboldspiller (angriber), der mellem 1982 og 1997 spillede hele 65 kampe og scorede 23 mål for Uruguays landshold. Han deltog blandt andet ved både VM i 1986 i Mexico og VM i 1990 i Italien, og var desuden med til at vinde Copa América i 1983.
På klubplan spillede Aguilera for begge Montevideo-storklubberne CA Peñarol og Nacional. Han var også tilknyttet blandt andet Racing Club i Argentina, samt Genoa og Torino i Italien.